# Kreuzkapelle (Kürten)

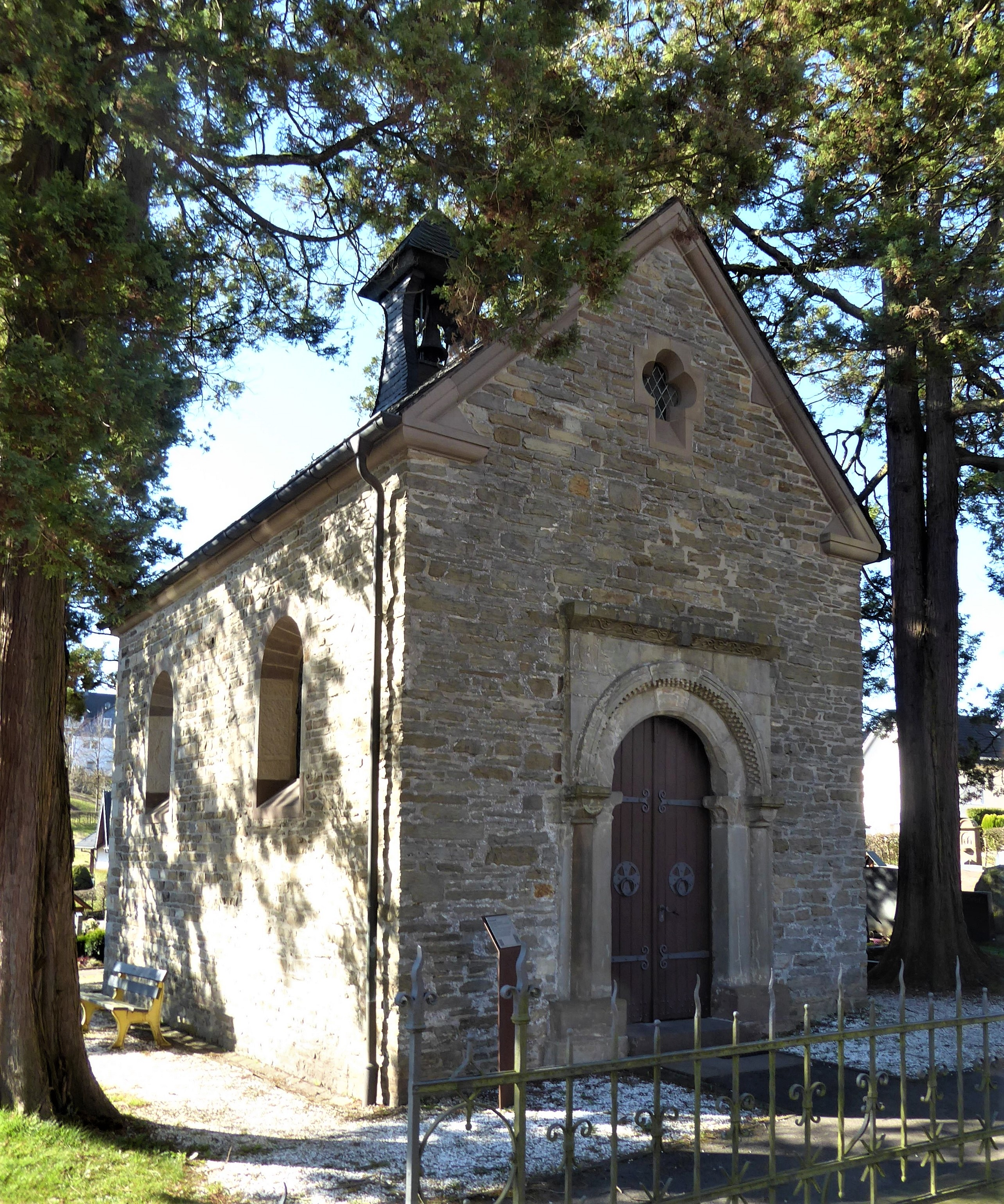
Kreuzkapelle

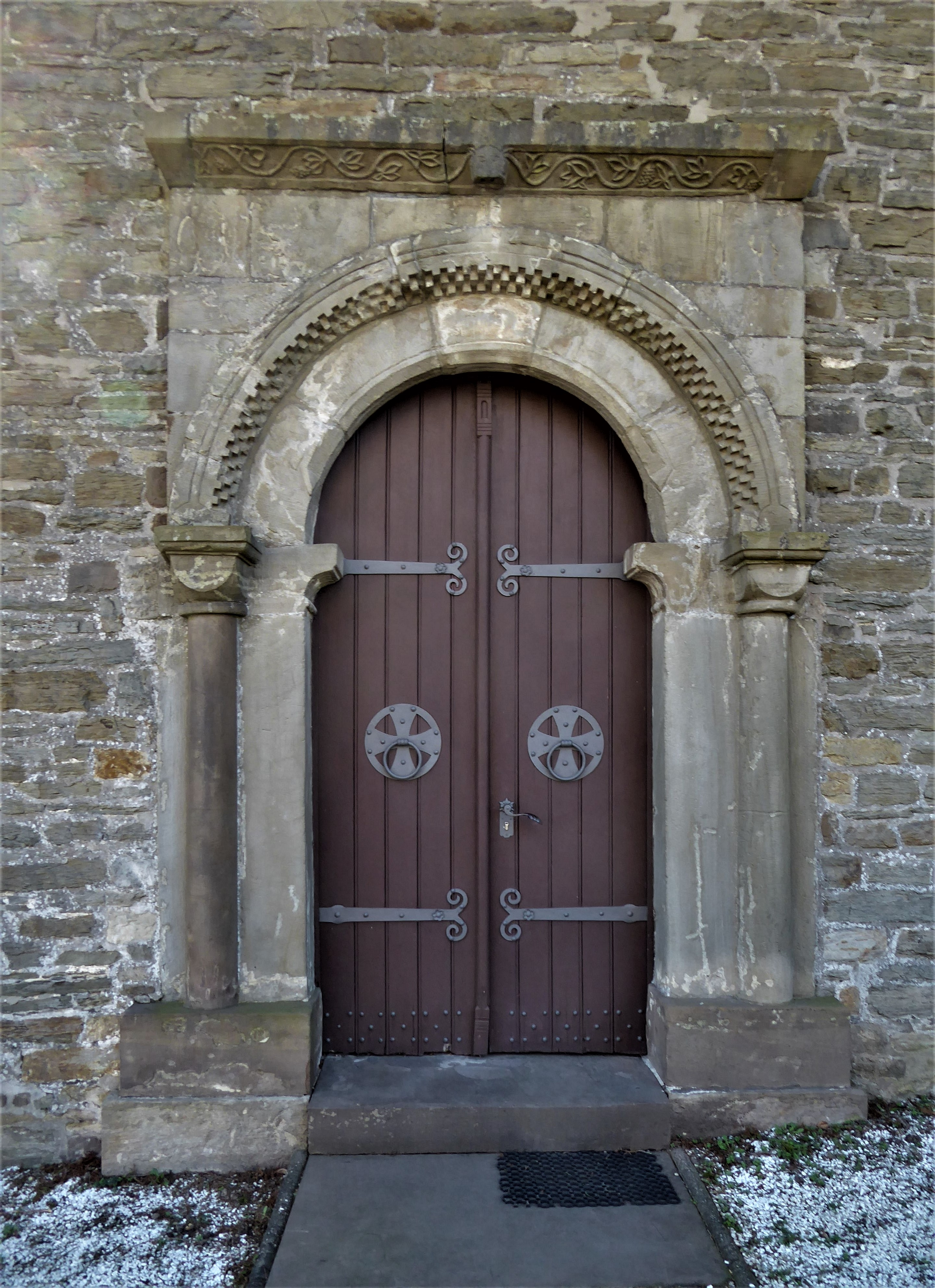
Romanisches Eingangsportal

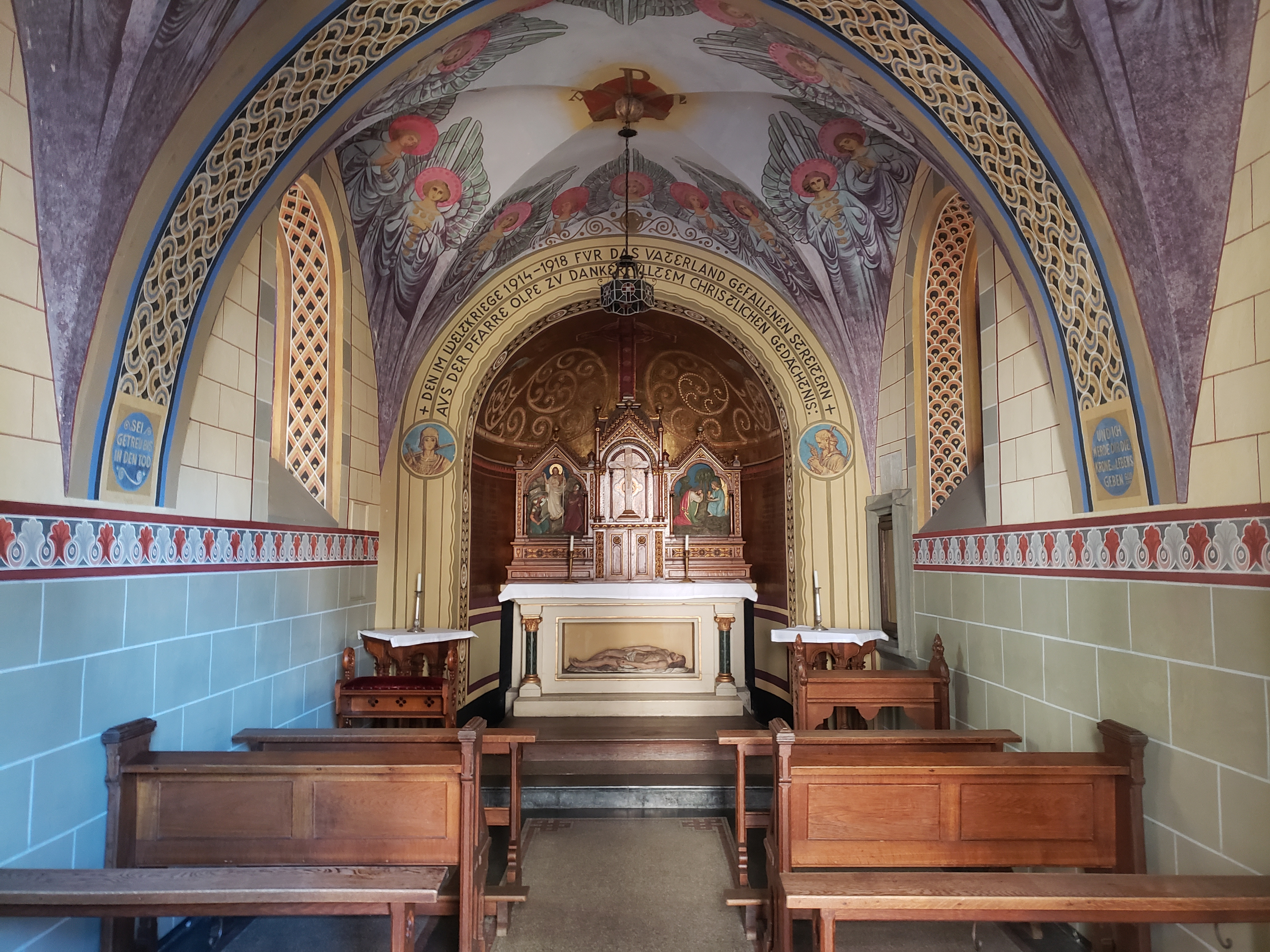
Innenraum

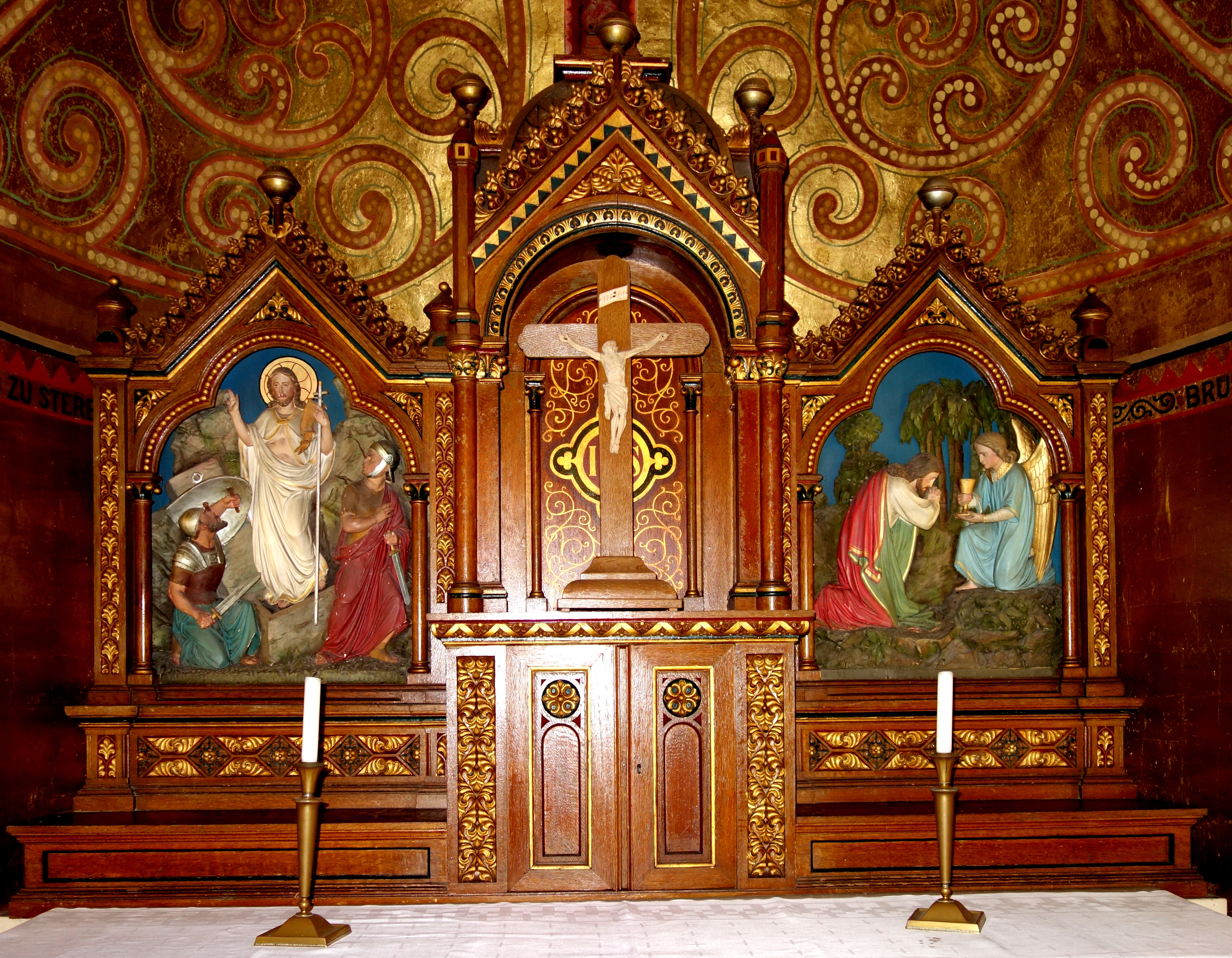
Altar

Die römisch-katholische Kreuzkapelle liegt im Kirchdorf Olpe in der Gemeinde Kürten des Rheinisch-Bergischen Kreises in Nordrhein-Westfalen. Sie gehört zur katholischen Kirchengemeinde St. Marien in Kürten.

## Geschichte
Gemäß einer mündlichen Überlieferung brachte der Ritter Forastus de Vorst vom fünften Kreuzzug (1217 bis 1221) eine Kreuzreliquie mit. Der Bau der Kapelle, in der diese Reliquie aufbewahrt wurde, wird diesem Ereignis zugeschrieben.
In einer Urkunde von 1383 wurde erstmals eine Kirche in Olpe mit angebauter Kapelle erwähnt. In den 1520er Jahren entstand die heutige Kreuzkapelle als Seitenkapelle einer neu gebauten Kirche, die bis in die 1890er Jahre existierte und dann mit Ausnahme der erhalten gebliebenen Kreuzkapelle nach dem Bau der heutigen Pfarrkirche St. Margareta abgerissen wurde. 1901 wurde die Kreuzkapelle erweitert. Das um 1135 errichtete romanische Portal der alten Kirche mit einem dreifachen Klötzchenfries wurde in die Kapelle integriert.
1923 wurde die Kapelle von dem Aachener Kirchenmaler Emonts-Alt als Kriegergedächtniskapelle mit violetten, grünen und goldenen Farben ausgemalt (violett für Trauer, grün für Hoffnung und golden für die Verklärung in der Ewigkeit). Die Einweihung als Gedächtniskapelle fand im August 1925 statt.
Bis heute wird die seit 1871 bestehende Tradition einer religiösen Woche gepflegt, abgesehen von gelegentlichen Unterbrechungen jährlich im September. Dabei werden die Kreuzpartikel verehrt.

## Architektur und Innenausstattung
Die heutige 10,6 Meter lange, 5,5 Meter breite und 8 Meter hohe Kapelle ist aus Bruchsteinen errichtet und besitzt ein Schieferdach mit einem mittigen Dachreiter, der eine kleine Glocke beherbergt.
Der Terrazzoboden im Innern der Kapelle trägt die lateinische Inschrift: O CRUX AVE SPES UNICA SALVE, ins Deutsche übersetzt: O KREUZ – EINZIGE HOFFNUNG – SEI GEGRÜSST.
Der Altar zeigt verschiedene Darstellungen Christi: das Ereignis am Ölberg, die Grablegung und die Auferstehung Jesu Christi. Die Deckenmalerei stellt Christus mit einer Engelschar dar. In den Seitenschiffen sind bildliche Darstellungen zur Kreuzauffindung und zur Kreuzerhöhung zu sehen.

## Kirchenfenster
Die vier Rundbogenfenster sind Werke unbekannter Künstler. Drei davon entstanden vor 1893 und stammen aus dem Chor der alten Kirche. Sie zeigen Maria Königin mit dem Jesuskind, Christus den Guten Hirten und den Heiligen Josef von Nazaret mit dem Jesuskind.
Das vierte Fenster wurde vor 1902 gefertigt und stellt die armen Seelen im Fegefeuer dar. Im Bogen dieses Fensters ist folgende Inschrift zu lesen: PIE JESU DOMINE DONA EIS REQUIEM, ins Deutsche übersetzt: BARMHERZIGER JESUS GIB IHNEN RUHE.

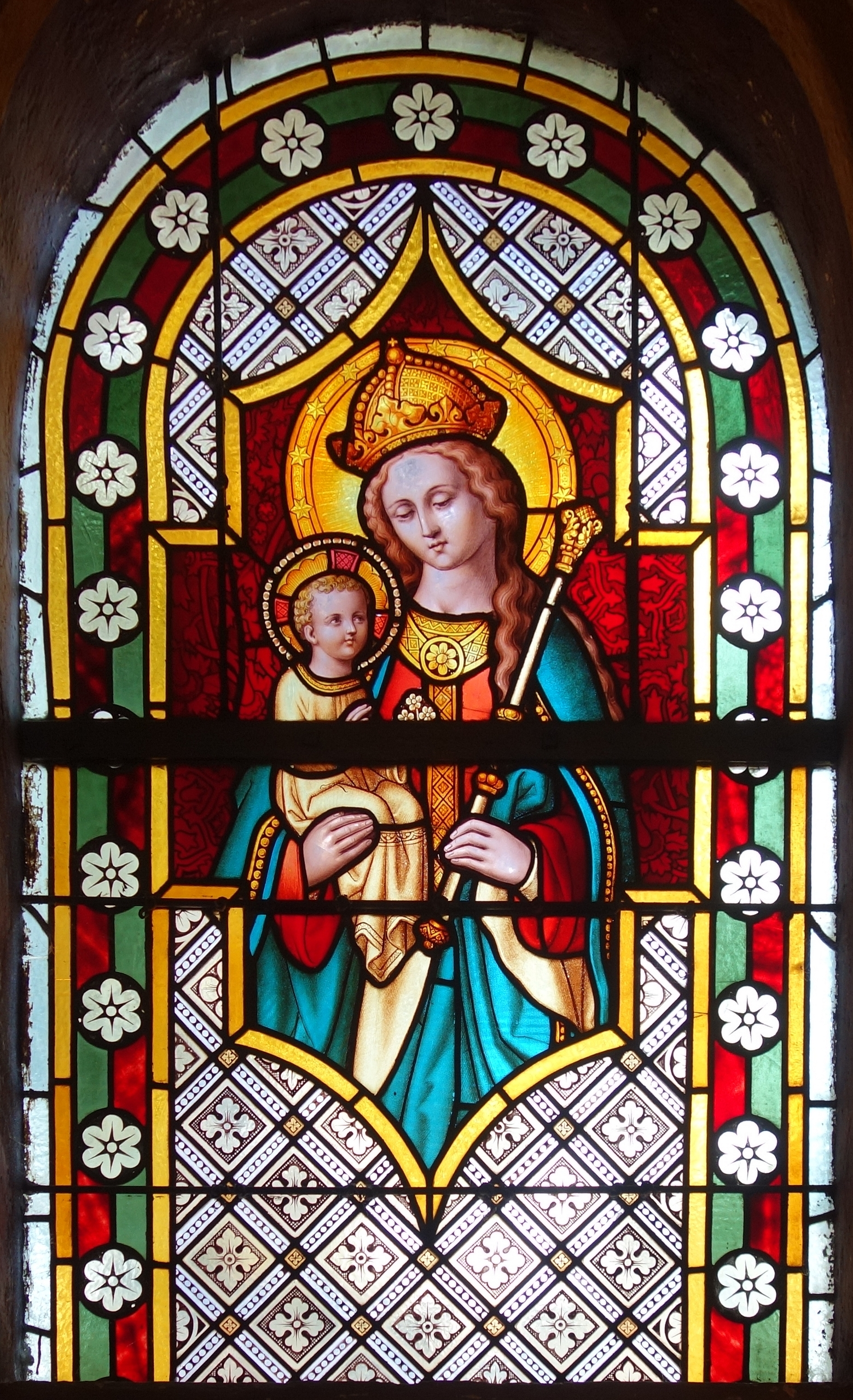
Maria mit Kind
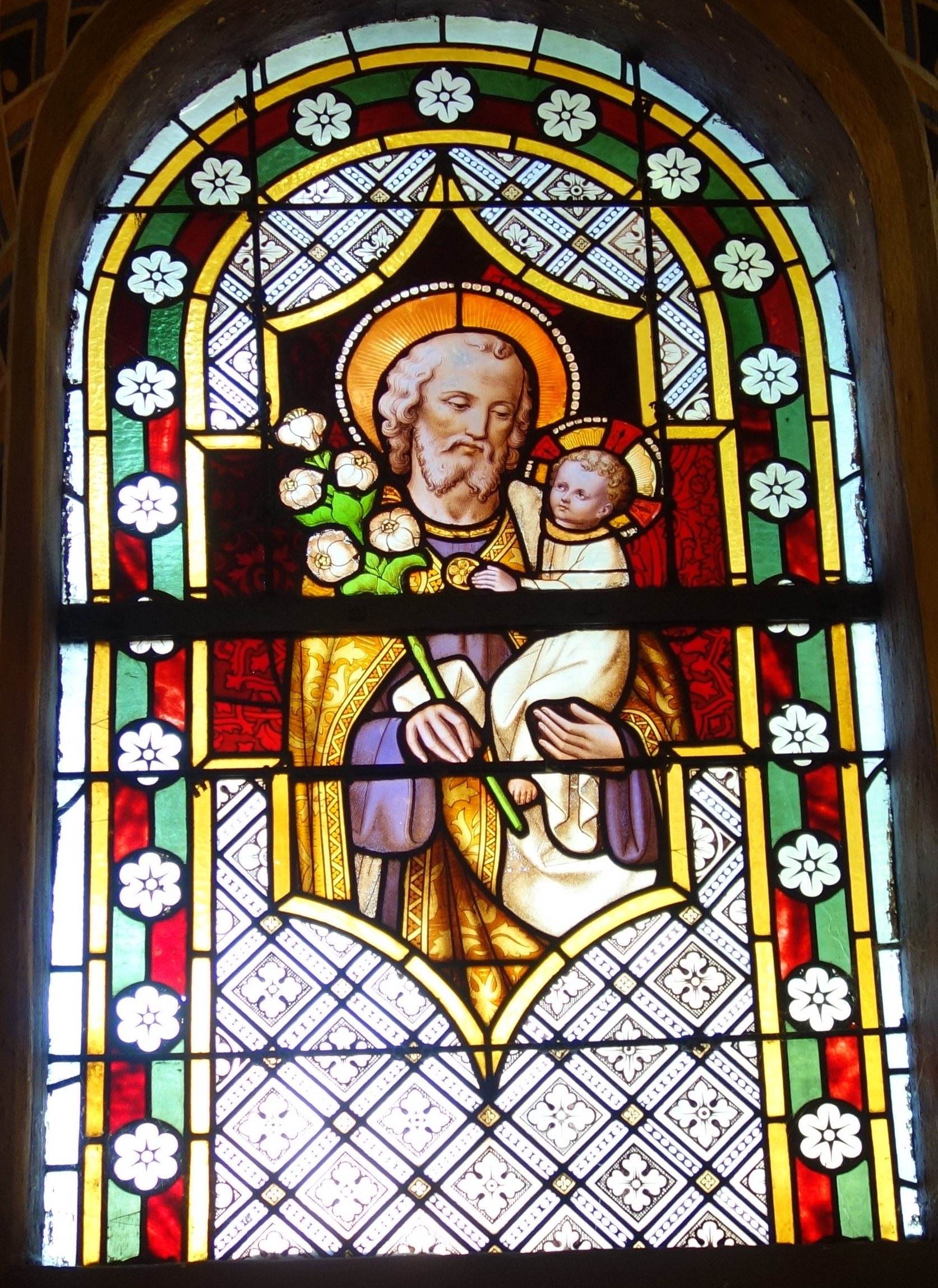
Josef mit Kind
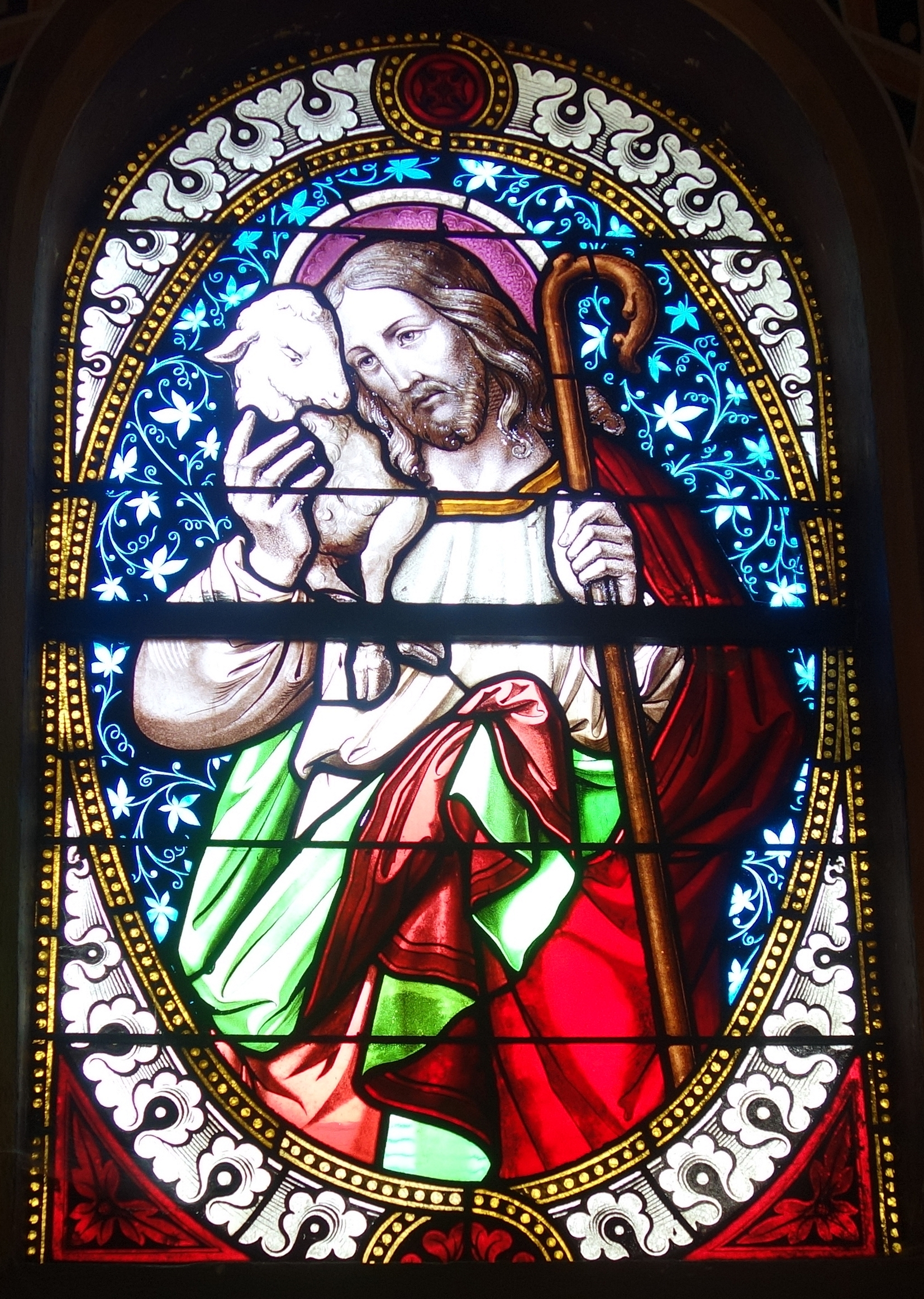
Guter Hirte
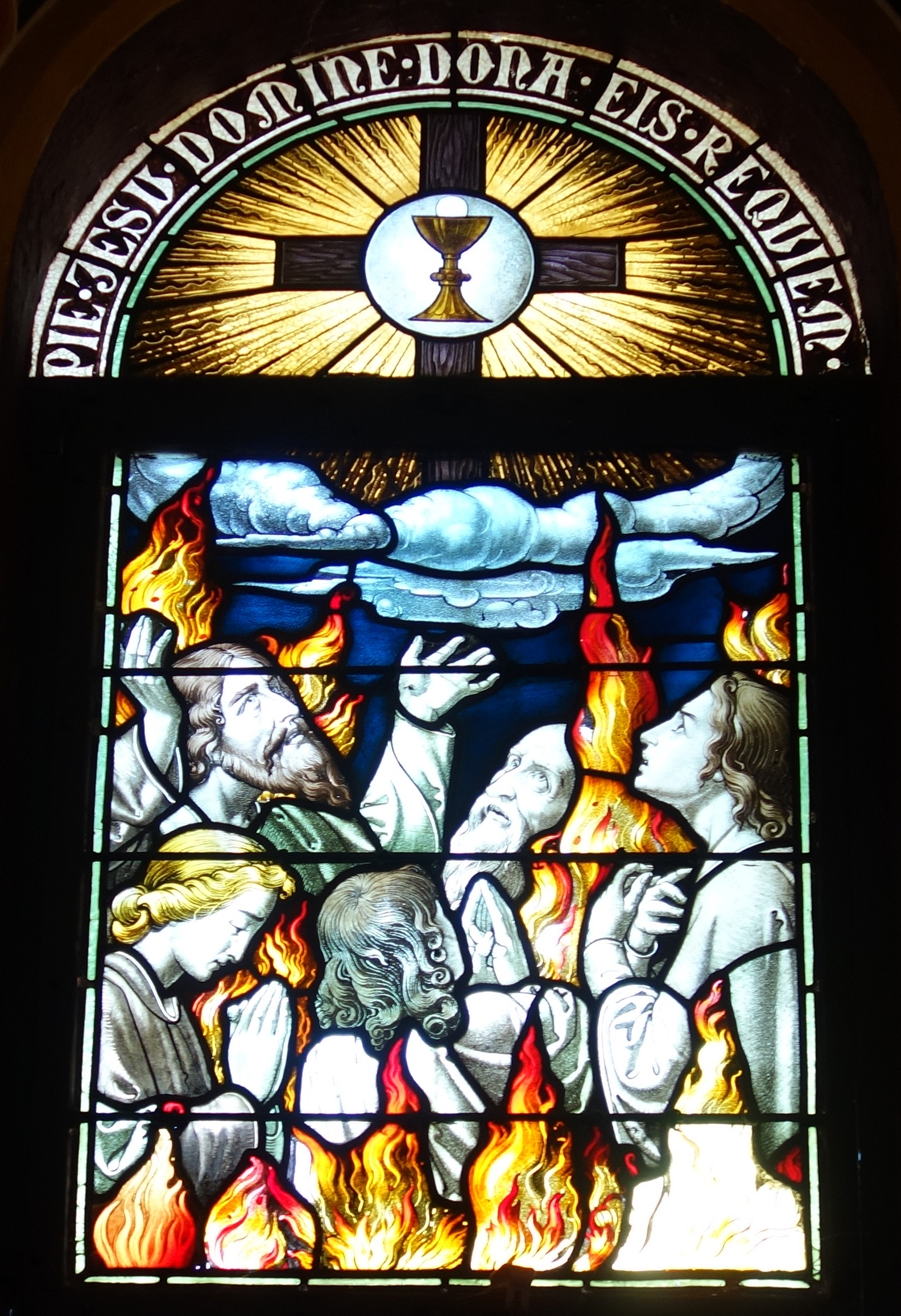
Fegefeuer

## Denkmalschutz
Die Kreuzkapelle ist unter der Nummer 11 in der Liste der Baudenkmäler in Kürten verzeichnet.